# Nacional RG

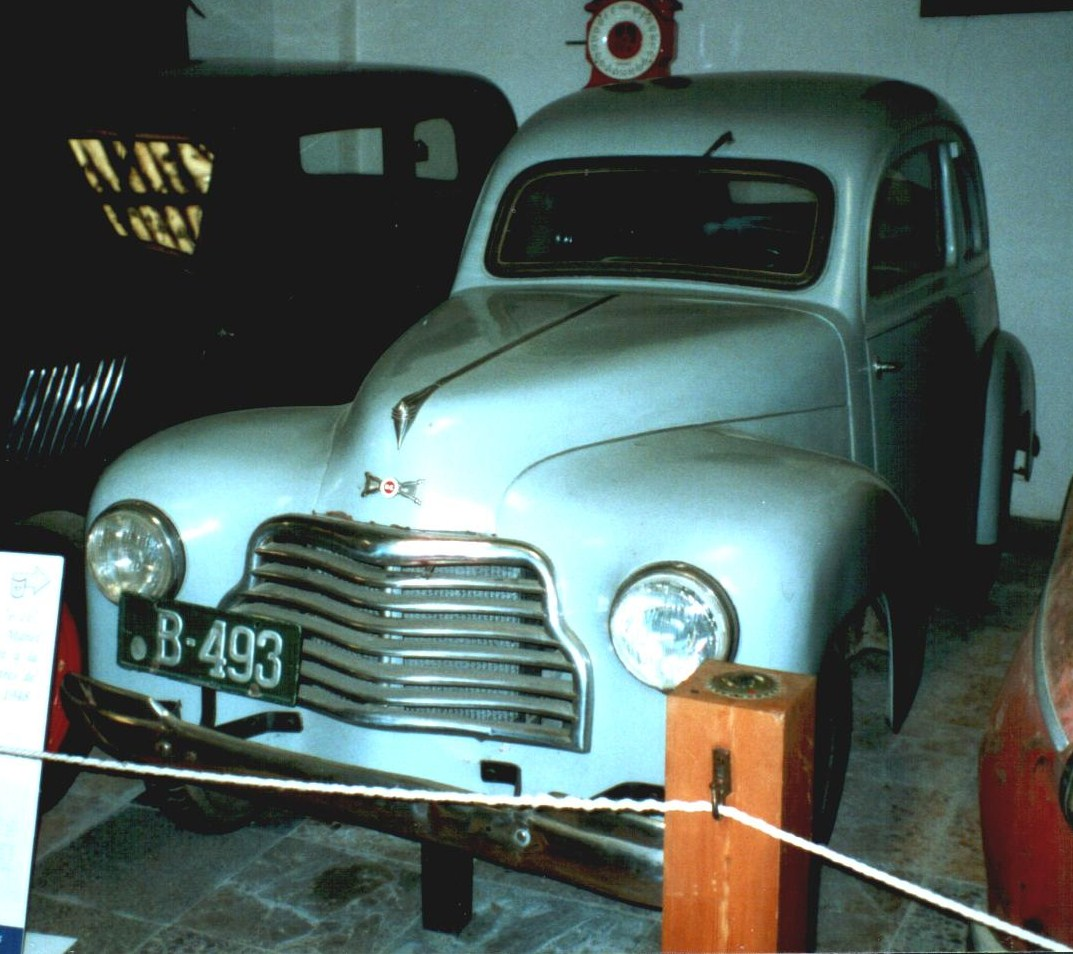
Nacional RG von 1948

Fábrica Nacional de Automóviles, Aviones y Motores de Aviación war ein spanischer Hersteller von Flugzeugen, Flugmotoren und Automobilen. Der Markenname lautete Nacional RG.

## Unternehmensgeschichte
Der Kubaner Ramón Girona Guillaume, der zuvor bei Farman tätig war, gründete 1948 in Barcelona das Unternehmen und begann mit der Produktion. 1948 oder 1949 endete die Produktion.

## Flugzeuge
Das Unternehmen präsentierte 1948 auf der Ausstellung XIV. Feria Internacional y Official de Muestras in Ciudad Condal zwei kleine, zweisitzige Flugzeuge. Für den Antrieb sorgten eigene Motoren.

## Fahrzeuge
Das einzige Modell 6 HP war ein Kleinwagen. Für den Antrieb sorgte ein eigener wassergekühlter Zweizylinder-Boxermotor mit 692 cm³ Hubraum (72 mm Bohrung, 85 mm Hub) und 18 PS. Die bauartbedingte Höchstgeschwindigkeit war mit 80 km/h angegeben. Das Fahrzeug gab es als Cabriolet und als zweitürige Limousine.
Ein Fahrzeug existiert noch und ist im Automuseum Collecció d’Automòbils de Salvador Claret in Sils zu besichtigen.